# OceanLab
OceanLab è un gruppo musicale di vocal trance formata da Jonathan Grant, Tony McGuinness, Paavo Siljamäki (Above & Beyond) e Justine Suissa, una cantante che ha anche collaborato con altri artisti come Chicane e Armin van Buuren. Le loro tracce sono state remixate da Cosmic Gate, Ferry Corsten, Geert Huinink, Higher Ground, Kyau & Albert, Maor Levi, Markus Schulz, Mike Shiver, Daniel Kandi, Sonorous, Myon & Shane 54, Jaytech, Lange, Michael Cassette, Andy Duguid, Gareth Emery, Oliver Smith, Andrew Bayer, 16 Bit Lolitas, Duderstadt, Signum, Jer Martin, PROFF, Ronski Speed, Martin Roth, Ercola, James Grant, Alex Odden, Floris de Haan, Paul Brekeman, Boldt & Steinweg, Andreas Reuterberg e Filo & Peri.

## Discografia

### Album
- 2008: Sirens Of The Sea
- 2009: Sirens Of The Sea: Remixed

### Singoli
- 2001: Clear Blue Water
- 2002: Sky Falls Down
- 2003: Beautiful Together
- 2004: Satellite
- 2008: Sirens of the Sea
- 2008: Miracle
- 2008: Breaking Ties (Above & Beyond's Analog Haven Mix premiered only once at TATW #178)
- 2009: On a Good Day
- 2009: Lonely Girl
- 2015: Another Chance

### Remix
- 2001: When Love Breaks Down (OceanLab Remix) - Teaser
- 2002: For a Lifetime (OceanLab Remix) - Ascension

## Curiosità
Nel dicembre 2008 il trio Above & Beyond ha aperto una competition per il video del singolo On a Good Day in uscita nei primi mesi del 2009. I video degli utenti vengono ospitati da un apposito canale su YouTube.